# Giōrgos Fōtakīs
Giōrgos Fōtakīs (in greco: Γιώργος Φωτάκης; Calamata, 29 ottobre 1981) è un ex calciatore greco, di ruolo centrocampista.

## Carriera

### Club
Ha giocato nella massima serie greca ed in quella scozzese, oltre che nella seconda serie turca.

### Nazionale
Ha partecipato alle Olimpiadi del 2004 ad Atene ed agli Europei del 2012.

## Palmarès

### Club

#### Competizioni nazionali
- Coppa di Grecia: 1

Larissa: 2006-2007